# Adriana Leon
Adriana Kristina Leon (Mississauga, 2 ottobre 1992) è una calciatrice canadese, centrocampista offensivo del San Diego Wave e della nazionale canadese.

## Carriera

### Club
Adriana Leon dopo aver intervallato ad inizio carriera la sua partecipazione al campionato canadese femminile di calcio, vestendo la maglia del Toronto Lady Lynx, con quella nei campionati universitari canadese e statunitense, dal 2013 approda al professionismo giocando in National Women's Soccer League (NWSL), il massimo livello calcistico femminile statunitense, con il Boston Breakers, la prima da membro NWSL della società di Boston. Sempre nel 2013 sottoscrive un contratto con il Chicago Red Stars giocando, sempre in NWSL fino al novembre 2015 con la squadra di Chicago, trasferendosi al Western New York Flash e rimanendo con la società di Buffalo fino all'anno successivo.
Nel settembre 2016 decide di trasferirsi in Europa, trovando un accordo con il Zurigo per giocare nel campionato svizzero in Lega Nazionale A e dove ha l'occasione di partecipare all'edizione 2016-2017 della UEFA Women's Champions League mettendosi in luce fin dal primo incontro, dove nella fase a eliminazione diretta sigla una tripletta nell'incontro vinto per 6-0 sulle austriache dello Sturm Graz.

### Nazionale
Grazie alle sue prestazioni nei campionati universitari nel dicembre 2009 la federazione calcistica del Canada (Canadian Soccer Association - CSA) la convoca per vestire la maglia della nazionale canadese Under-20 all'edizione 2010 del Campionato nordamericano (CONCACAF) di categoria. In quell'occasione Leon gioca tutte le cinque partite del torneo, segnando due reti nella fase a gironi, il 20 gennaio 2010 quella con cui il Canada batte per 1-0 le avversarie della Costa Rica e il successivo 24 gennaio quella del parziale 1-0 contro le pari età del Guatemala, incontro poi terminato 3-1 per le canadesi. Con le compagne condivide il traguardo delle semifinali dove nella partita per il terzo posto ritrova la Costa Rica che si prende la rivincita e la batte a sua volta per 1-0.
Due anni più tardi il coach Andrew Olivieri la inserisce nuovamente nella rosa dell'under 20 per l'edizione del Mondiale di Giappone 2012. Leon gioca tutti i tre incontri della fase a gironi, segnando una tripletta all'Argentina nella partita, terminata 6-0, del 20 agosto 2012, ma perdendo le altre due con Corea del Nord e Norvegia con conseguente eliminazione dal torneo.
Nel dicembre 2012 è convocata nella nazionale maggiore ed inserita in rosa per l'edizione 2013 del Torneo quattro nazioni, competizione ad invito che si svolge in Cina e dove debutta il 12 gennaio 2013 siglando la rete della vittoria per 1-0 contro le avversarie della nazionale cinese.
Nel comunicato emesso il 27 aprile 2015 la inserisce nella rosa delle atlete che rappresenterà il Canada nel mondiale casalingo.

## Statistiche

### Cronologia presenze e reti in nazionale
| Cronologia completa delle presenze e delle reti in nazionale ― Canada | Cronologia completa delle presenze e delle reti in nazionale ― Canada | Cronologia completa delle presenze e delle reti in nazionale ― Canada | Cronologia completa delle presenze e delle reti in nazionale ― Canada | Cronologia completa delle presenze e delle reti in nazionale ― Canada | Cronologia completa delle presenze e delle reti in nazionale ― Canada | Cronologia completa delle presenze e delle reti in nazionale ― Canada | Cronologia completa delle presenze e delle reti in nazionale ― Canada |
| Data                                                                  | Città                                                                 | In casa                                                               | Risultato                                                             | Ospiti                                                                | Competizione                                                          | Reti                                                                  | Note                                                                  |
| --------------------------------------------------------------------- | --------------------------------------------------------------------- | --------------------------------------------------------------------- | --------------------------------------------------------------------- | --------------------------------------------------------------------- | --------------------------------------------------------------------- | --------------------------------------------------------------------- | --------------------------------------------------------------------- |
| 19-2-2024                                                             | Jacksonville                                                          | Stati Uniti                                                           | 1 – 0                                                                 | Canada                                                                | SheBelieves Cup 2021 - 1º turno                                       | -                                                                     | 71’                                                                   |
| 22-2-2024                                                             | Tampa                                                                 | Argentina                                                             | 0 – 1                                                                 | Canada                                                                | SheBelieves Cup 2021 - 1º turno                                       | -                                                                     | 58’                                                                   |
| 24-2-2021                                                             | Orlando                                                               | Canada                                                                | 0 – 2                                                                 | Brasile                                                               | SheBelieves Cup 2021 - 1º turno                                       | -                                                                     | 65’                                                                   |
| 11-6-2021                                                             | Regina                                                                | Canada                                                                | 0 – 0                                                                 | Rep. Ceca                                                             | Amichevole                                                            | -                                                                     | 57’                                                                   |
| 14-6-2021                                                             | Salvador                                                              | Brasile                                                               | 0 – 0                                                                 | Canada                                                                | Amichevole                                                            | -                                                                     | 66’                                                                   |
| 23-10-2021                                                            | Ottawa                                                                | Canada                                                                | 5 – 1                                                                 | Nuova Zelanda                                                         | Amichevole                                                            | 2                                                                     | 63’                                                                   |
| 27-10-2021                                                            | Montréal                                                              | Canada                                                                | 1 – 0                                                                 | Nuova Zelanda                                                         | Amichevole                                                            | 1                                                                     |                                                                       |
| 9-4-2022                                                              | Vancouver                                                             | Canada                                                                | 2 – 0                                                                 | Nigeria                                                               | Amichevole                                                            | -                                                                     | 46’                                                                   |
| 13-4-2022                                                             | Burnaby                                                               | Canada                                                                | 2 – 2                                                                 | Nigeria                                                               | Amichevole                                                            | 1                                                                     | 84’                                                                   |
| 26-6-2022                                                             | Toronto                                                               | Canada                                                                | 0 – 0                                                                 | Corea del Sud                                                         | Amichevole                                                            | -                                                                     | 75’                                                                   |
| 6-7-2022                                                              | Guadalupe                                                             | Canada                                                                | 6 – 0                                                                 | Trinidad e Tobago                                                     | CONCACAF Championship 2022 - 1º turno                                 | 1                                                                     | 60’                                                                   |
| 9-7-2022                                                              | San Nicolás de los Garza                                              | Panama                                                                | 0 – 1                                                                 | Canada                                                                | CONCACAF Championship 2022 - 1º turno                                 | -                                                                     | 36’ 57’                                                               |
| 12-7-2022                                                             | Monterrey                                                             | Messico                                                               | 2 – 0                                                                 | Costa Rica                                                            | CONCACAF Championship 2022 - Quarti di finale                         | 1                                                                     | 46’                                                                   |
| 15-7-2022                                                             | San Nicolás de los Garza                                              | Canada                                                                | 3 – 0                                                                 | Giamaica                                                              | CONCACAF Championship 2022 - Semifinale                               | 1                                                                     | 54’                                                                   |
| 19-7-2022                                                             | Monterrey                                                             | Stati Uniti                                                           | 1 – 0                                                                 | Canada                                                                | CONCACAF Championship 2022 - Finale                                   | -                                                                     | 67’                                                                   |
| 3-9-2022                                                              | Brisbane                                                              | Australia                                                             | 0 – 1                                                                 | Canada                                                                | Amichevole                                                            | 1                                                                     | 75’                                                                   |
| 5-9-2022                                                              | Sydney                                                                | Australia                                                             | 1 – 2                                                                 | Canada                                                                | Amichevole                                                            | 2                                                                     |                                                                       |
| 6-10-2022                                                             | Cadice                                                                | Canada                                                                | 2 – 0                                                                 | Argentina                                                             | Amichevole                                                            | -                                                                     | 53’ 78’                                                               |
| 10-11-2022                                                            | Santos                                                                | Brasile                                                               | 1 – 2                                                                 | Canada                                                                | Amichevole                                                            | 1                                                                     | 62’                                                                   |
| 15-11-2022                                                            | San Paolo                                                             | Brasile                                                               | 2 – 1                                                                 | Canada                                                                | Amichevole                                                            | -                                                                     | 58’                                                                   |
| 17-2-2023                                                             | Ottawa                                                                | Canada                                                                | 0 – 2                                                                 | Stati Uniti                                                           | Amichevole                                                            | -                                                                     | 57’                                                                   |
| 20-2-2023                                                             | Calgary                                                               | Brasile                                                               | 0 – 2                                                                 | Canada                                                                | Amichevole                                                            | 1                                                                     | 61’                                                                   |
| 22-2-2023                                                             | Edmonton                                                              | Canada                                                                | 0 – 3                                                                 | Giappone                                                              | Amichevole                                                            | -                                                                     | 46’                                                                   |
| 11-4-2023                                                             | Le Mans                                                               | Francia                                                               | 2 – 1                                                                 | Canada                                                                | Amichevole                                                            | -                                                                     | 76’                                                                   |
| 21-7-2023                                                             | Sydney                                                                | Nigeria                                                               | 0 – 0                                                                 | Canada                                                                | Mondiali 2023 - 1º turno                                              | -                                                                     | 64’                                                                   |
| 26-7-2023                                                             | Perth                                                                 | Canada                                                                | 2 – 1                                                                 | Irlanda                                                               | Mondiali 2023 - 1º turno                                              | 1                                                                     | 59’                                                                   |
| 31-7-2023                                                             | Melbourne                                                             | Canada                                                                | 0 – 4                                                                 | Australia                                                             | Mondiali 2023 - 1º turno                                              | -                                                                     | 63’                                                                   |
| 23-9-2023                                                             | Kingstown                                                             | Giamaica                                                              | 0 – 2                                                                 | Canada                                                                | Qual. Gold Cup 2024                                                   | 1                                                                     |                                                                       |
| 27-9-2023                                                             | Toronto                                                               | Canada                                                                | 2 – 1                                                                 | Giamaica                                                              | Qual. Gold Cup 2024                                                   | -                                                                     | 60’                                                                   |
| 28-10-2023                                                            | Montréal                                                              | Canada                                                                | 0 – 1                                                                 | Brasile                                                               | Amichevole                                                            | -                                                                     | 79’                                                                   |
| 31-10-2023                                                            | Halifax                                                               | Canada                                                                | 2 – 0                                                                 | Brasile                                                               | Amichevole                                                            | 1                                                                     | 58’                                                                   |
| 2-12-2023                                                             | Langford                                                              | Canada                                                                | 5 – 0                                                                 | Australia                                                             | Amichevole                                                            | 1                                                                     | 62’                                                                   |
| 6-12-2023                                                             | Vancouver                                                             | Canada                                                                | 1 – 0                                                                 | Australia                                                             | Amichevole                                                            | -                                                                     | 60’                                                                   |
| 23-2-2024                                                             | Houston                                                               | Canada                                                                | 6 – 0                                                                 | El Salvador                                                           | Gold Cup 2024 - 1º turno                                              | 2                                                                     | 64’                                                                   |
| 25-2-2024                                                             | Fort Worth                                                            | Paraguay                                                              | 0 – 6                                                                 | Canada                                                                | Gold Cup 2024 - 1º turno                                              | 3                                                                     | 63’                                                                   |
| 29-2-2024                                                             | Houston                                                               | Canada                                                                | 3 – 0                                                                 | Panama                                                                | Gold Cup 2024 - 1º turno                                              | 1                                                                     | 46’                                                                   |
| 3-3-2024                                                              | Los Angeles                                                           | Canada                                                                | 1 – 0 dts                                                             | Costa Rica                                                            | Gold Cup 2024 - Quarti di finale                                      | -                                                                     | 105’                                                                  |
| 6-3-2024                                                              | San Diego                                                             | Canada                                                                | 2 – 2 (2- 3 dtr)                                                      | Stati Uniti                                                           | Gold Cup 2024 - Semifinale                                            | 1                                                                     | 90+2’                                                                 |
| 6-4-2024                                                              | Atlanta                                                               | Canada                                                                | 1 – 1 (4 -2 dtr)                                                      | Brasile                                                               | SheBelieves Cup 2024 - Semifinale                                     | -                                                                     |                                                                       |
| 10-4-2024                                                             | Columbus                                                              | Stati Uniti                                                           | 2 – 2 (5 - 4 dtr)                                                     | Canada                                                                | SheBelieves Cup 2024 - Finale                                         | 2                                                                     |                                                                       |
| 1-6-2024                                                              | Victoria                                                              | Canada                                                                | 2 – 0                                                                 | Messico                                                               | Amichevole                                                            | 1                                                                     | 75’                                                                   |
| 5-6-2024                                                              | Toronto                                                               | Canada                                                                | 1 – 1                                                                 | Messico                                                               | Amichevole                                                            | -                                                                     | 46’                                                                   |
| 13-7-2024                                                             | Brisbane                                                              | Australia                                                             | 1 – 2                                                                 | Canada                                                                | Amichevole                                                            | -                                                                     | 56’                                                                   |
| 25-10-2024                                                            | Almendralejo                                                          | Spagna                                                                | 1 – 1                                                                 | Canada                                                                | Amichevole                                                            | -                                                                     | 78’                                                                   |
| 29-11-2024                                                            | Calgary                                                               | Canada                                                                | 0 – 0                                                                 | Islanda                                                               | Amichevole                                                            | -                                                                     | 67’                                                                   |
| 3-12-2024                                                             | Saskatoon                                                             | Canada                                                                | 5 – 1                                                                 | Corea del Sud                                                         | Amichevole                                                            | 1                                                                     | 62’                                                                   |
| 19-2-2025                                                             | Leganés                                                               | Canada                                                                | 1 – 1                                                                 | Cina                                                                  | Amichevole                                                            | -                                                                     | 64’                                                                   |
| 22-2-2025                                                             | Murcia                                                                | Canada                                                                | 2 – 0                                                                 | Messico                                                               | Amichevole                                                            | 1                                                                     |                                                                       |
| 24-2-2025                                                             | Oviedo                                                                | Taiwan                                                                | 0 – 7                                                                 | Canada                                                                | Amichevole                                                            | 1                                                                     | 71’                                                                   |
| 5-4-2025                                                              | Vancouver                                                             | Canada                                                                | 3 – 0                                                                 | Paraguay                                                              | Amichevole                                                            | 1                                                                     | 73’                                                                   |
| 9-4-2025                                                              | Langford                                                              | Canada                                                                | 0 – 1                                                                 | Argentina                                                             | Amichevole                                                            | -                                                                     | 56’                                                                   |
| 31-5-2025                                                             | Winnipeg                                                              | Canada                                                                | 4 – 1                                                                 | Haiti                                                                 | Amichevole                                                            | 2                                                                     | 70’                                                                   |
| 4-6-2025                                                              | Montréal                                                              | Canada                                                                | 3 – 1                                                                 | Giamaica                                                              | Amichevole                                                            | -                                                                     | 13’                                                                   |
| 28-6-2025                                                             | Toronto                                                               | Canada                                                                | 4 – 1                                                                 | Costa Rica                                                            | Amichevole                                                            | 1                                                                     | 62’                                                                   |
| Totale                                                                |                                                                       | Presenze                                                              | 55                                                                    |                                                                       | Reti                                                                  | 34                                                                    |                                                                       |

## Palmarès

### Nazionale
- Oro olimpico: 1

Tokyo 2020